# Taller Mátyás
Taller Mátyás (Solymár, 1904. február 22. – Solymár, 1989. május 4.) solymári születésű, magyarországi sváb zeneszerző, népzenész, népi költő, kórusvezető és karnagy volt. A magyarországi németek nagy részének az 1940-es évek második felében lefolytatott kitelepítéséig a hazai németség nemzetiségi kulturális közéletének aktív szereplője, zenekarvezető is volt.
„Száműzetésben”, német földön komponálta legismertebb alkotását, a négy szólamra írt Im Ofner Bergland című kórusművet, amit az 1970-es években szülőfaluja férfikórusa számára ajánlott fel, és ami a magyarországi rendszerváltás óta Solymár nagyközség félhivatalos himnuszának számít.

## Élete
Taller Mátyás 1904. február 22-én született a Pest megyei Solymár községben, apja Taller Tamás (1879–1953) zsellér, anyja Posovszki Borbála (1877–?) volt. Apja, sőt azonos nevű nagyapja is zenészként tevékenykedett a településen; az 1859–1920 között élt Taller Tamás (vagyis a nagyapa) a község első ismert zenekarának tagja volt, majd miután belső ellentétek miatt kilépett onnan, több más rokonával együtt új zenekart alapított, ezzel létrehozva Solymár község történelmének ma ismert második zenekarát.
Mátyás 1927. február 16-án kötött házasságot, ugyancsak Solymáron, Branauer Terézzel, egy kőművesmester lányával; a házassági anyakönyvi bejegyzés a vőlegényt muzsikus foglalkozással említi. Az ilyen adat kifejezetten ritkaságnak számít, a község összes ismert egyházi anyakönyvében csak öt ember akadt, akit egy vagy több bejegyzésben ilyen megnevezéssel említettek, a 19. vagy 20. században. A későbbi anyakönyvi események bejegyzésekor, az 1930-as években az ő neve is általában paraszti foglalkozásokkal bukkan fel a forrásokban, 1941–45-ben pedig MÁV munkásként szerepel.
Már huszonévesen jelentős része volt az 1880-as években létrejött régi solymári férfikórus megújításában, de az ő aktív részvétele mellett rendezték meg a legendássá vált solymári passiójátékot is 1932-ben. Ő maga számos hangszeren, köztük hegedűn, szárnykürtön és klarinéton játszott, illetve komponista és karvezetői képesítést is szerzett. Első saját zenekarát vértesacsai zenészekből szervezte meg 25 évesen; 1937 és 1944 között a MÁV Központi Fúvószenekarának szárnykürtöse volt. Eközben Solymáron is tagja volt a zömmel családi alapon szerveződött Taller-zenekarnak, egyes források szerint egy ideig karmesterkedett is apja mellett, ami, a végzettségét figyelembe véve valószínűleg így is történhetett.

### A kitelepítés után
1946-ban családja sok más tagjával (és Solymár német nemzetiségi lakosainak hozzávetőleg 60 százalékával) együtt kitelepítették a németországi Reichenbachba, ahol korábbi vasutas képesítésénél fogva ugyancsak vasúti állást szerzett, de egyúttal tovább folytatta szakmai tevékenységét is, ottani zenekarok és kórusok vezetésével. (14 éven keresztül volt karmestere a „Musikvereins Lyra Langensteinbach” nevű fúvószenekarnak.) Ugyanott komponálta az 1970-es években az Im Ofner Bergland című kórusművét, amely a Solymár iránti szeretetét, nosztalgiáját és honvágyát fejezte ki. Ezt a szülőfalujáról írott dalművet 1974. február 23-án a Solymári Férfikórus számára adományozta; 1990 után ez a dalmű a település nem hivatalos himnusza lett.
Érdekesség, hogy a költemény utolsó versszakában megfogalmazott óhaja – vagyis az, hogy a szerző, Taller Mátyás a szülőhelyén, Solymáron reméli megtalálni a halált – a véletlen folytán be is következett, egy hazautazása során: 1989. május 4-én hunyt el, életének 86. évében, a húga családjánál szervezett rokonlátogatás alkalmával. Az ugyanezen versszakban megfogalmazott másik kívánsága – miszerint Solymáron szeretné meglelni örök nyughelyét – viszont nem teljesült be: holttestét a németországi rokonság hazaszállíttatta, tehát temetése nem zajlódhatott Solymáron; sírja Waldbronnban található.

## Művei
Bonomi Jenő kutatásaiból tudjuk, hogy Solymáron 1924 és 1941 között minimum 26 költeményét jegyezte le – ezek közül néhányat (Bonomi listája szerint mimimum hetet) meg is zenésített –, majd a kitelepítést követően, Reichenbach városában további 23 lejegyzett művét regisztrálták. Zenekari műveinek teljes száma ennél azonban magasabb – legalább 73, melyek közt 21 polka, 18 induló és 12 keringő szerepelt. Ezek azonban a mai magyarországi zenekarok előtt nem ismertek, kottáikat a család Németországban élő tagjai őrzik.
Idősebb korában színes beszámolót írt a solymári iskolában eltöltött hat évéről, ez az írása egy Németországban kiadott könyvben jelent meg. Összeállítása elsősorban anekdotagyűjtemény, helytörténeti szempontból viszonylag kevés értékes adalékot tartalmaz.

## Emlékezete

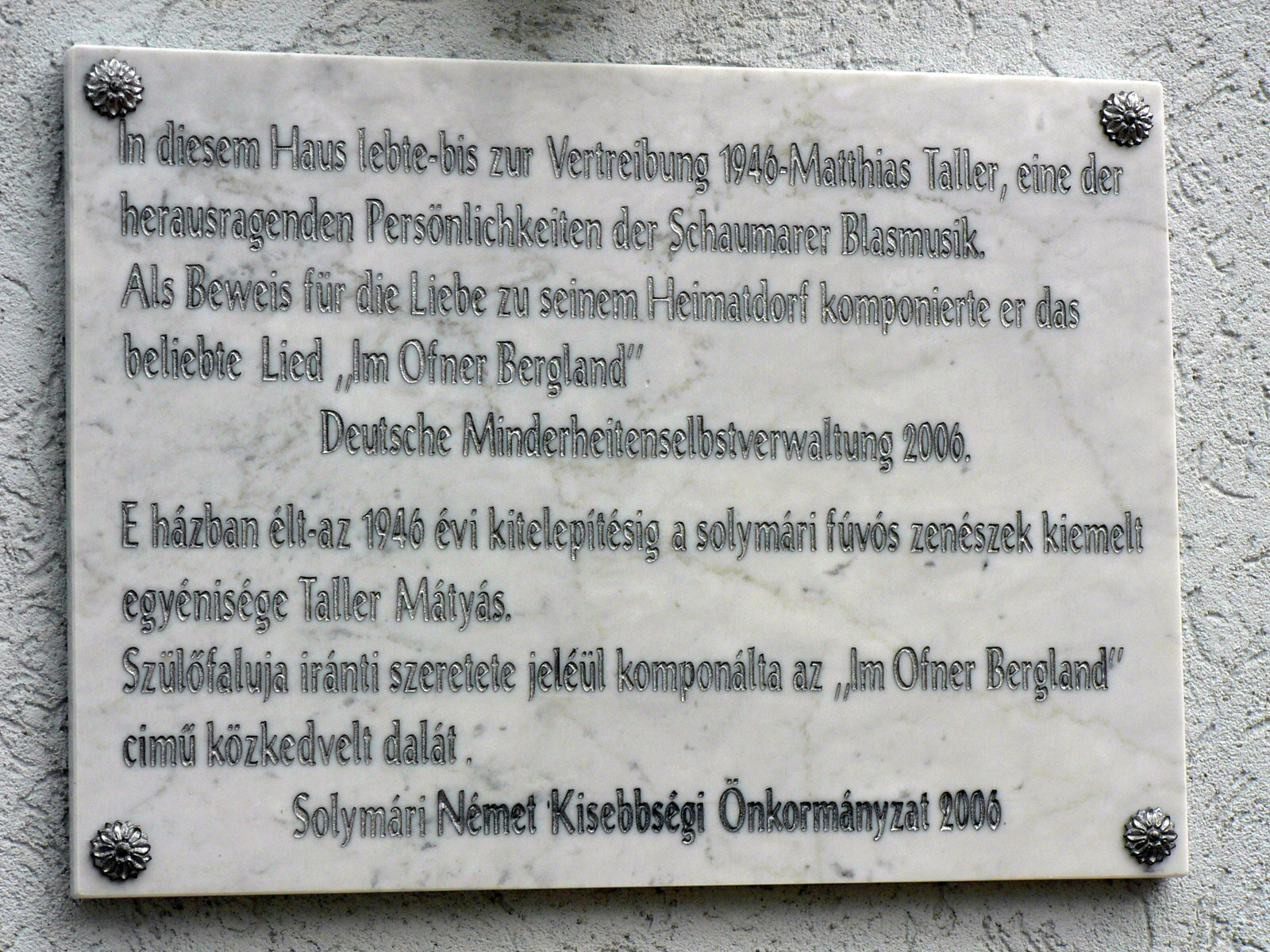
Emléktáblája a Szabadság u. 16-os ház falán

- Solymáron 2006 áprilisa óta tábla őrzi az emlékét, a szülőháza helyén álló mai Szabadság utcai lakóház falán.
- A 2000-es évtized végén Tóth Árpád, a Solymári Férfikórus akkori karnagya egy kantátát komponált Taller Mátyás: Wie die Tallers nach Ungarn gekommen sind [Ahogyan a Tallerek Magyarországra érkeztek] című, 1930-ban írott költeményére, a darabot a kórus ezt követően több alkalommal is előadta, elsősorban kitelepítési megemlékezéseken.[1]
- Születésének száztizedik, és halálának negyedszázados évfordulójára egy helyi civil szervezet, a Szépsolymár Alapítvány 2014. április 30-án megemlékezést szervezett Solymár főterén – a Solymári Férfikórussal és a Schaumarer Musikanten fúvószenekarral együtt –, melyen két olyan Taller Mátyás-szerzemény is felcsendült a templom előtt tartott rendezvényen, amely a kitelepítés óta még soha nem hangzott el magyar földön.[2][3]